# Église russe de Dresde
L’église russe Saint-Siméon (en allemand : Russische-Orthodoxe Kirche des heiligen Simeon vom wunderbaren Berge,en russe : церковь преподобного Симеона Дивногорца) est une église orthodoxe sous la juridiction du diocèse (éparchie dans la religion orthodoxe) de Berlin du Patriarcat de Moscou située à Dresde (Saxe).

## Histoire

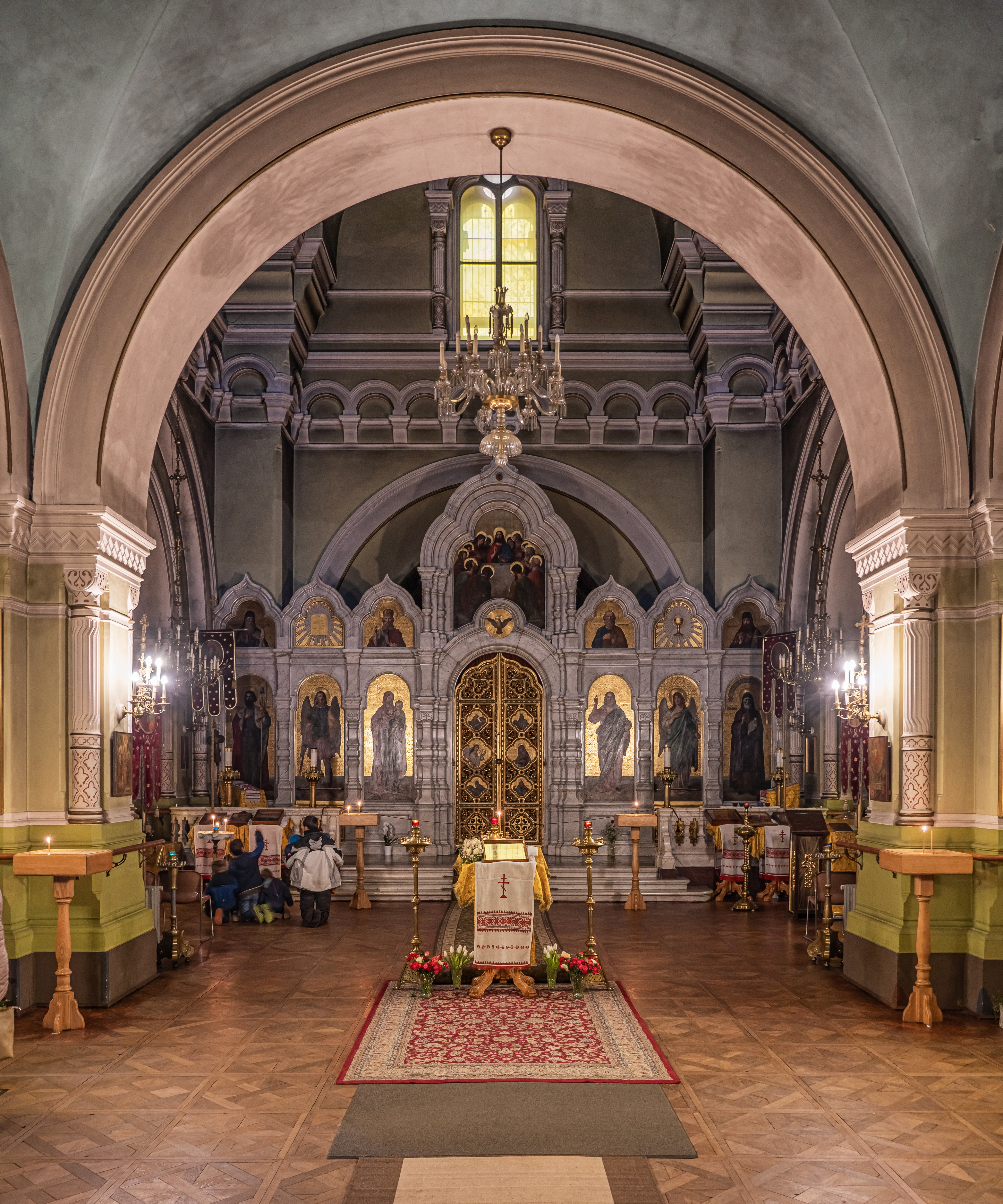
L'intérieur de l'église

La première pierre de l'église est posée le 25 avril 1872 en présence du maire de Dresde et l'église est consacrée le 6 juin 1874. Elle est construite par Karl Weissbach, selon les plans de l'architecte Harald Julius von Bosse, sujet russe d'ascendance allemande. L'iconostase est l'œuvre de James Marshall. Elle est vouée à saint Siméon le Stylite, patron du donateur principal Siméon Vikouline.
Elle reçoit la visite en juin 1875 de l'empereur Alexandre II de Russie qui compte aussi parmi ses donateurs. Dostoïevski y fait baptiser sa fille. Elle est restaurée en 1897-1898. Le compositeur Serge Rachmaninov, qui y passe trois hivers entre 1906 et 1909, donne des fonds pour y mettre le chauffage au gaz (qui fonctionne toujours !).
L'église est fermée entre 1914 et 1921 à cause de la Première Guerre mondiale. Elle abrite une communauté de sœurs de Sainte-Marthe, fondée par la défunte grande-duchesse Élisabeth de Russie pour venir en aide aux nombreux réfugiés russes fuyant la Russie bolchévique.
Elle souffre du bombardement du 13 février 1945 qui détruit un clocher, mais elle reste debout. Elle est restaurée entre 1948 et 1952, en 1960 et en 1995.
La paroisse compte aujourd'hui plus d'un millier de fidèles avec 80 à 90 baptêmes par an.